# Challenge des champions 1970
La Supercoppa di Francia 1970 (ufficialmente Challenge des champions 1970) è stata la quattordicesima edizione della Supercoppa di Francia.
Si è svolta il 19 giugno 1970 allo Stade du Ray di Nizza tra il Saint-Étienne, vincitore della Division 1 1969-1970, e il Nizza, vincitore della Division 2 1969-1970.
A conquistare il titolo è stato il Nizza che ha vinto per 2-0 con reti di Jean Deloffre e Claude Quittet.

## Partecipanti
| Squadre       | Qualificazione                       | Partecipazioni precedenti (il grassetto indica la vittoria) |
| ------------- | ------------------------------------ | ----------------------------------------------------------- |
| Saint-Étienne | Vincitore della Division 1 1969-1970 | 5 (1957, 1962, 1967, 1968, 1969)                            |
| Nizza         | Vincitore della Division 2 1969-1970 | 2 (1956, 1959)                                              |

## Tabellino
| Arbitro: | Kitabdjian |

|                          |           |  |
| Deloffre 32’ Quittet 35’ | Marcatori |  |

### Formazioni
| Nizza:        |                      |  |     |
|               |                      |  |     |
| P             | Charles Marchetti    |  |     |
| D             | Guy Cauvin           |  |     |
| D             | Francis Isnard       |  |     |
| D             | Maurice Serrus       |  |     |
| D             | André Chorda         |  |     |
| D             | Claude Quittet       |  |     |
| C             | Bora Milutinović     |  |     |
| C             | Jean Deloffre        |  |     |
| C             | Roger Jouve          |  |     |
| A             | Jean-Claude Camerini |  | 46’ |
| A             | Fernand Goyvaerts    |  |     |
| Sostituzioni: |                      |  |     |
| A             | Haïdara Adama        |  | 46’ |
| Allenatore:   |                      |  |     |
| Léon Rossi    |                      |  |     |

| Saint-Étienne: |                    |
|                |                    |
| P              | Gérard Migeon      |
| D              | Vladimir Durković  |
| D              | José Pelletier     |
| D              | Francis Camerini   |
| D              | Georges Polny      |
| C              | Spasoje Samardžić  |
| C              | Gérard Farison     |
| C              | Jean-Michel Larqué |
| C              | Georges Bereta     |
| A              | Salif Keïta        |
| A              | Patrick Parizon    |
| Allenatore:    |                    |
| Albert Batteux |                    |